# Monts Mandara
Pour les articles homonymes, voir Mandara.
Les monts Mandara sont un massif montagneux volcanique situé à la frontière entre le Cameroun et le Nigeria. Leur point culminant est le mont Oupay avec 1 494 mètres d'altitude.

## Géographie

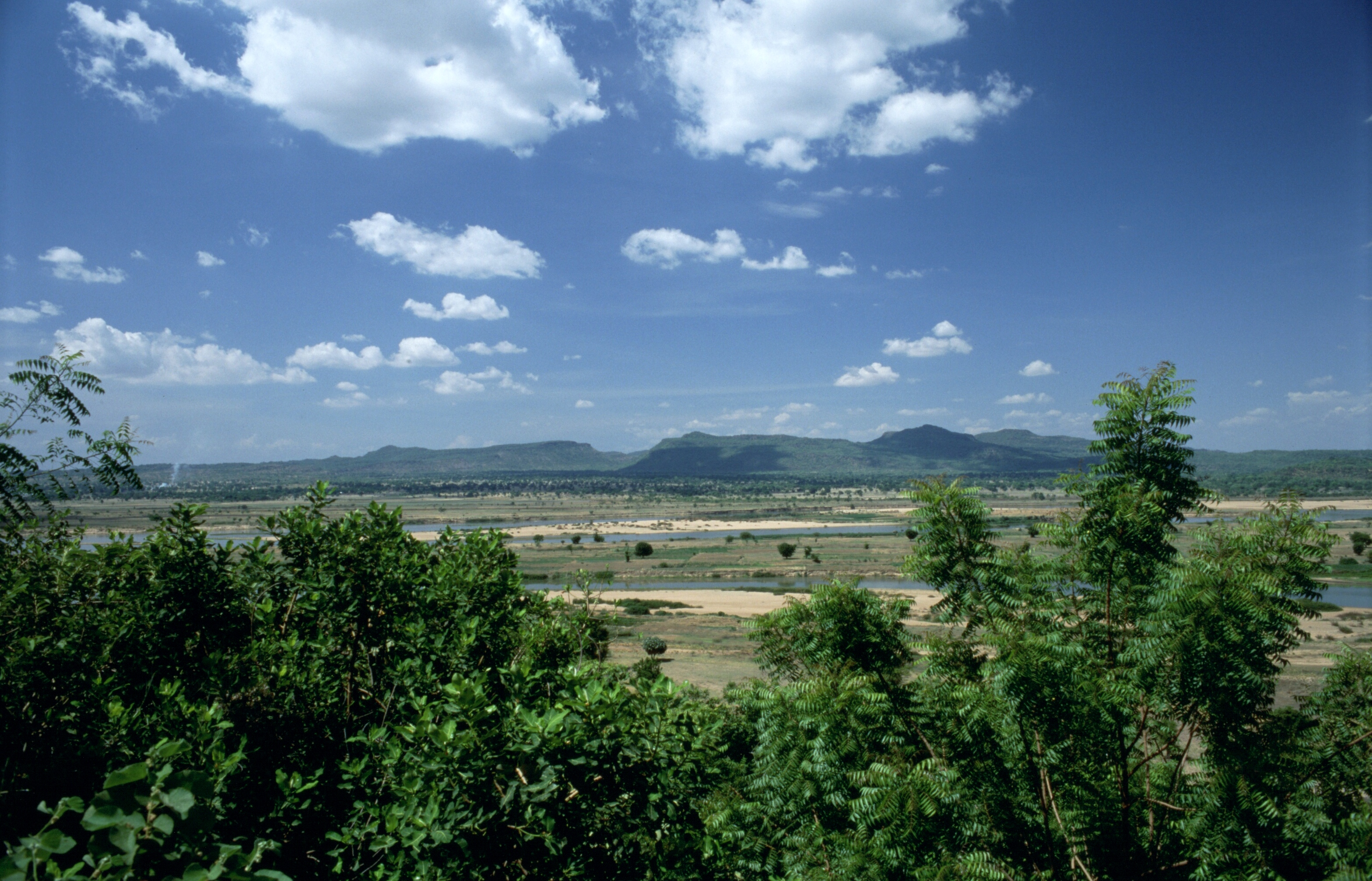
Vue des monts Mandara depuis Yola au Nigeria.

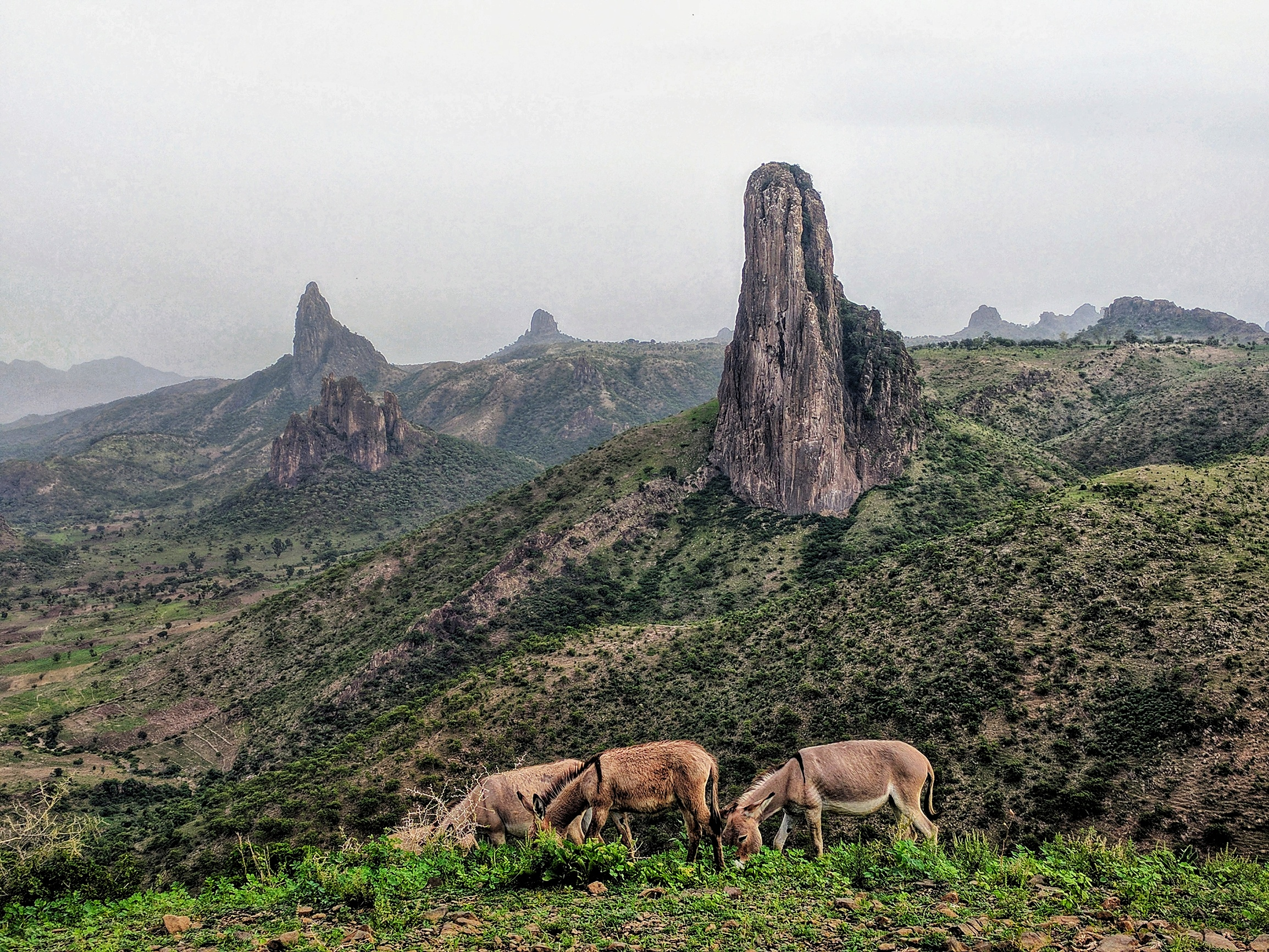
Vue du pic Kapsiki (second plan, au centre) et d'autres sommets des monts Mandara à proximité de Rhumsiki au Cameroun.

Les monts Mandara sont orientés nord-nord-est/sud-sud-ouest et s'étendent sur 150 km de longueur pour 70 de largeur. Cette zone surélevée du socle précambrien est constituée de granites et d’anatexites. On distingue trois structures :
- un ensemble de plateaux au centre ;
- des zones très accidentées qui entourent les plateaux et présentent des versants raides sur les plaines extérieures ;
- une zone périphérique constituée par les bordures de plaine qui est parsemée des petits massifs (inselbergs).

Les plateaux sont principalement composés d'anatexites, tandis que les zones accidentées sont composées, sauf à de rares endroits, de granites et granites d’anatexie.
La frontière entre le Cameroun et le Nigeria suit la ligne de partage des eaux, le Nigeria, à l'ouest, n'ayant qu'une partie minoritaire du massif.

### Plateaux intérieurs
Les altitudes s’étagent entre 700 et 1 000 m. Du nord au sud, on distingue :
- le plateau de Dala-Zoulgo, au sud de Mora ;
- le plateau situé à l’est de Mokolo ; parcouru par les rivières Tsanaga et mayo Louti, il présente un paysage de collines ;
- le plateau du Haut Mayo Louti à l’ouest de Mokolo, prolongé au sud le long de la frontière par le plateau Kapsiki. C’est le plus vaste et le plus haut ;
- le plateau de Bourha-Tchevi, présentant de multiples pointements rocheux.

### Zones accidentées
Elles forment des faisceaux entre plateaux et plaines, leur largeur ne dépassant pas 10 kilomètres. Au nord de Mokolo, se trouvent les points culminants : Oupay (1 492 m) et Ziver (1 412 m). Au centre, en pays Kapsiki, les altitudes des sommets varient entre 1 250 et 1 300 m. Le pic Ouroum, avec 1 257 m d’altitude, au sud de Doumo, est le point culminant du sud.

### Zone périphérique
Certains inselbergs font plusieurs dizaines de kilomètres carrés et peuvent être constitués de plusieurs massifs accolés comme celui de Popologozum-Bossoum. On trouve aussi de nombreux reliefs résiduels : pitons rocheux de petites dimensions résultant de l'érosion passée.
Au nord, la plaine de Mora se loge dans une échancrure de la montagne ; à l’est, les plaines de Mada et de Gawar et celle de Mayo-Oulo, au sud, entourent les zones d'inselbergs.

## Histoire

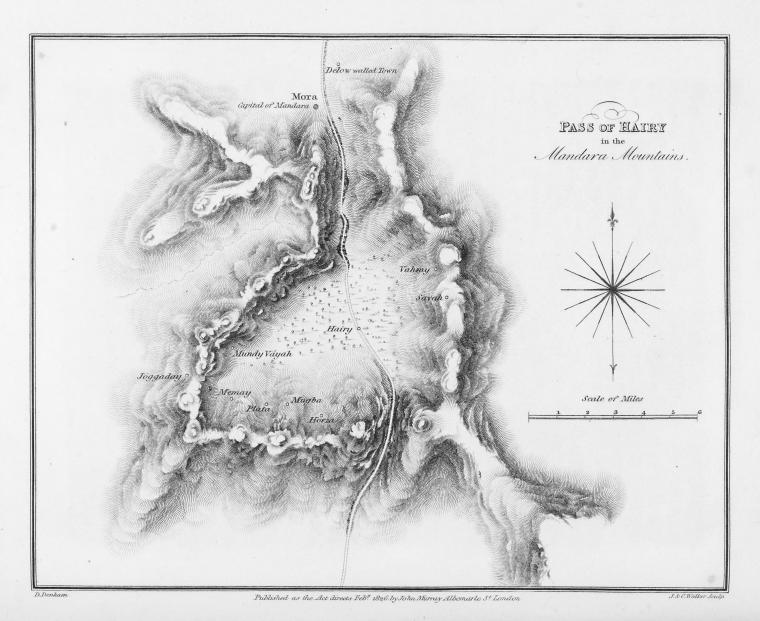
Carte du défilé d'Hairy dans les monts Mandara (1826).

Les monts Mandara abritent le site archéologique des Diy-Gid-Biy qui ont été construits avant la venue du peuple mafa, et abandonné au moins pour l'un d'entre eux (DGB-1) au XVe siècle.
Le Britannique Dixon Denham, en 1822, puis l'Allemand Hans Dominik en 1902, font partie des premiers explorateurs des monts Mandara.
En 1945, le linguiste Jean Mouchet, missionné par l'Institut français d'Afrique noire, effectue des prospections ethnologiques dans les monts Mboku, Hurza, Mora et Udham qui font l'objet en 1947 de plusieurs articles dans le Bulletin de la Société d'études camerounaises.
Le 6 août 2013, le groupe insurrectionnel Boko Haram prend le bourg de Gwoza situé dans les monts Mandara ; il y était présent depuis 2003-2004. En 2014, le groupe s'y renforce et étend son contrôle sur une plus grande région. Le 27 mars 2015, la veille des élections présidentielles, l'armée nigériane annonce avoir repris Gwoza.

## Ethnographie
Les monts Mandara sont peuplés par un grand nombre d'ethnies fractionnées sur chacune des montagnes et ne comptant généralement qu'une dizaine de milliers d'individus. Leurs langues appartiennent au groupe tchadique de la famille nilo-saharienne.
Les Mofu, les Mafa, les Mada, les Ouldémé, les Kapsiki, les Podoko et les Vamé sont les principales ethnies des monts Mandara.